# بخش ویندزور (شهرستان لارنس، اوهایو)
بخش ویندزور (به انگلیسی: Windsor Township) یک منطقهٔ مسکونی در ایالات متحده آمریکا است که در شهرستان لارنس، اوهایو واقع شده‌است.
 بخش ویندزور ۱۰۱٫۴ کیلومتر مربع مساحت و ۲٬۱۴۷ نفر جمعیت دارد و ۲۵۹ متر بالاتر از سطح دریا واقع شده‌است.